# Strmé schodiště

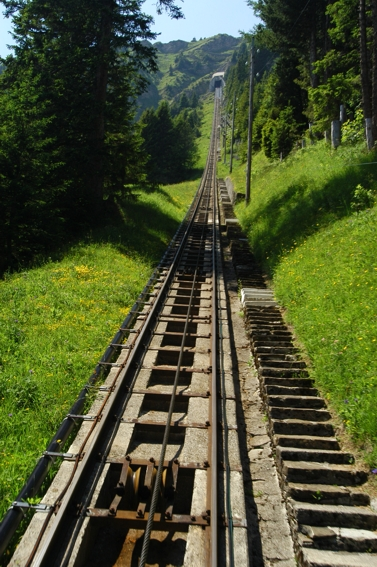
Příkladem strmého schodiště jsou i nejdelší schody na světě, Švýcarsko, Niesenbahn, vedle lanovky.

Strmé schodiště je schodiště, jehož sklon schodišťového stupně je od 35° do 45°, výšky stupňů 180 – 250 mm.
Optimální sklon interiérového schodiště je cca 35°. 